# دی۲ال
دی۲ال (انگلیسی: D2L) شرکت فناوری آموزشی کانادایی است، که در سال ۱۹۹۹ تأسیس شد.